# Omari Moore
Omari Moore, né le 18 septembre 2000 à Pasadena en Californie, est un joueur américain de basket-ball. Il évolue au poste d'arrière.

## Biographie

### Carrière universitaire
Entre 2019 et 2023, il joue pour les Spartans de San Jose State.

### Carrière professionnelle
En juillet 2023, il signe un contrat two-way en faveur des Bucks de Milwaukee. Il est coupé en octobre 2023.

## Palmarès

### Universitaire
- Joueur de l'année de la conférence Mountain West (2023)
- First-team All-Mountain West (2023)